# البطحة الغربية
البطحة الغربية هي واحدة من المحافظات الثلاث التي تشكل إقليم البطحة في تشاد. العاصمة هي أتي.

## المحافظات الفرعية
تنقسم البطحة الغربية إلى ثلاث محافظات فرعية:
- أتي
- جيدا
- هيجيليج
- كونجورو

## إدارة
محافظ البطحة (منذ 2002):
- 9 أكتوبر 2008  : مؤتة مبودو [3]